# فولياغميني
فولياغميني (Βουλιαγμένη) هي مدينة في إقليم أتيكا في اليونان.
يبلغ عدد سكانها حوالي 9465 نسمة.